# Wiesław Kielar

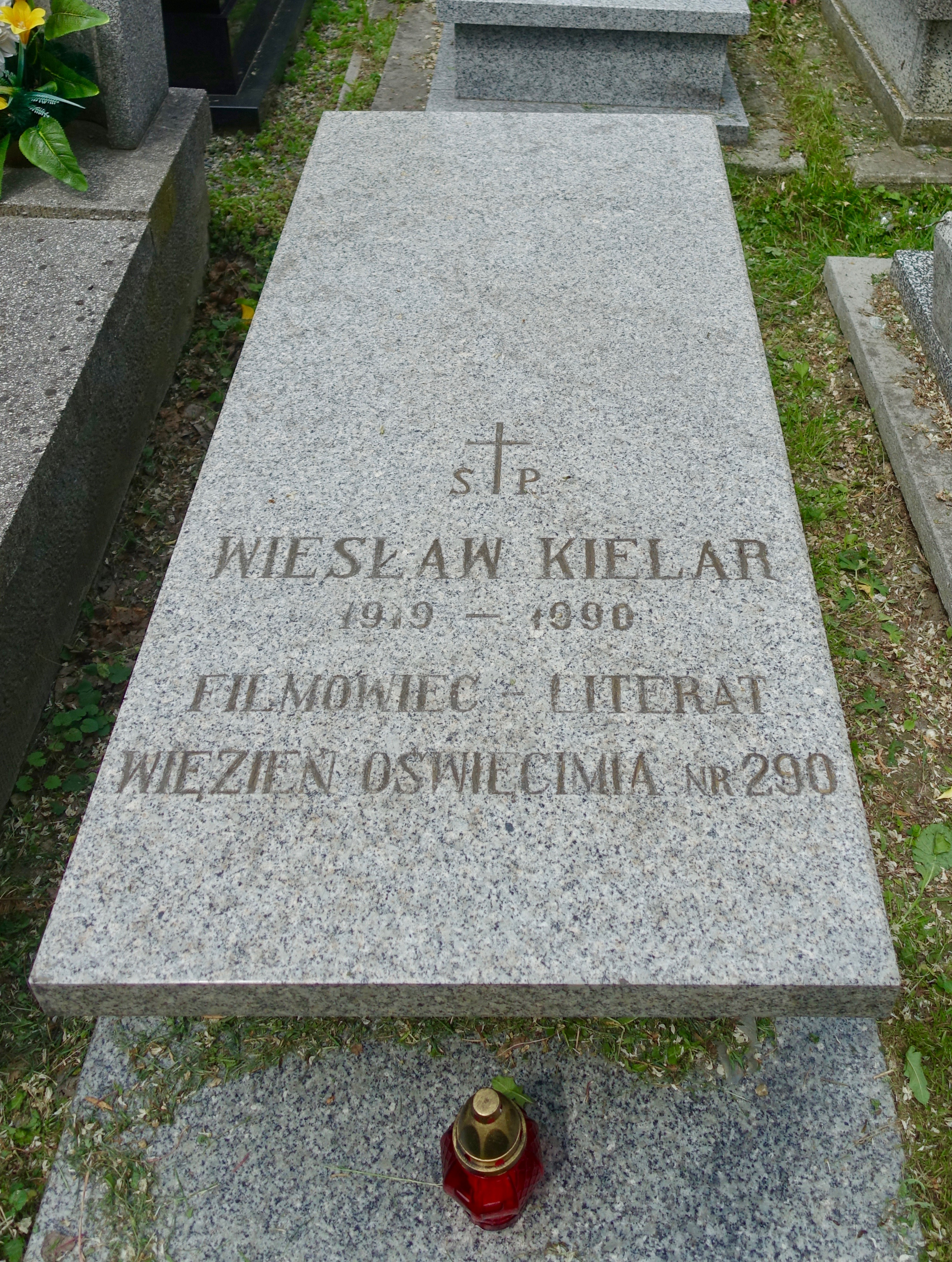
Lugar de sepultura de Wieslaw Kielar en Breslavia

Wiesław Kielar (Przeworsk, 12 de agosto de 1919– Breslavia, 1 de junio de 1990) fue un escritor y director de fotografía polaco superviviente de Auschwitz tras ser apresado a principios de los años 1940 en Jarosław (n° del campo 290)
Tras la guerra, estudió cinematografía en Escuela Nacional de Cine Televisión y Teatro en Lodz y finalmente murió el 1 de junio de 1990 a los 71 años en Breslavia.
Planeó, junto a su amigo Edward Galiński, una fuga del campo de concentración. Kielar iría vestido con un mono azul de trabajador, mientras que Galiński se disfrazaría con un traje de SS ofrecido por Kommandoführer SS-Rottenführer Edward Lubusch. 
Finalmente Galiński informó a Kielar que pretendía unir a la fuga a su pareja Mala Zimetbaum, lo que hizo que se echara atrás ya que el plan estaba dispuesto solo para dos personas. Galiński le prometió devolver el traje de SS al campo mediante un civil, para ser utilizado por otros presos, pero no lo consiguió.
Apenas dos semanas después, Zimetbaum y Galiński fueron capturados y devueltos a  Auschwitz. Ambos fueron sentenciados a muerte en la horca, pero como última voluntad consiguieron una hoja de afeitar para cortar un mechón de pelo de cada uno. Los introdujeron en un sobre para hacerlo llegar a Kielar, quien debía entregarlos a los familiares de ambos.
Al no encontrar nadie con vida, Wiesław Kielar los conservó hasta el 29 de enero de 1968, momento en el que los donó al Museo Estatal de Auschwitz-Birkenau.

## Obra
- "Anus Mundi", 1972